# Excision
Excision (* 29. dubna 1986 Kelowna), vlastním jménem Jeff Abel, je kanadský dubstepový producent a DJ.
Nejčastěji spolupracoval s producenty Datsikem a Downlinkem, založil vydavatelství Rottun Recordings, EX7 a Subsidia Records. Excision je na hudební scéně aktivní od roku 2006, první singl vydal v roce 2007 s názvem „Warning“ a své první debutové album vydal v roce 2011 názvem X-Rated, pod vydavatelstvím Mau5trap. Druhé album Codename X vydal v roce 2015. V roce 2016 vydal album Virus a roku 2018 Apex. Po čtyřech letech v lednu 2022 představil své nové album pod názvem Onyx na kterém se nachází 17 skladeb. Od roku 2008 tradičně vydával jeho mixy z festivalu Shambhala do roku 2016. V roce 2017 své mixy začal vydávat pod názvem „Lost Lands“ po jeho stejnojmenném festivalu. Také je známý především pro jeho basové turné, jeho ikonické vizuální show a podporování méně známých nových talentů.
Jeff v roce 2012 založil vydavatelství Destroid Music a také superskupinu Destroid, na které působí Excision, Downlink a KJ Sawka na živých vystoupení. První debutové album – The Invasion – vydali v roce 2013, později v roce 2014 bylo vydáno The Invasion Remixes.
V roce 2017 založil svůj vlastní festival s názvem Lost Lands na jeho oblíbenou tematiku s dinosaury. Lost Lands se každý rok koná v Ohiu. Další festival, Bass Canyon, představil v roce 2018.
V roce 2020 založil vydavatelství s názvem Subsidia Records. Vydavatelství je určeno převážně pro zviditelnění nových a méně známých talentů.
Dnes[kdy?] se může Excision chlubit již pěti alby, třemi vlastními hudebními festivaly – Lost Lands, Bass Canyon a Paradise Blue, který bude uskutečněn v květnu 2022 –, a také vydavatelstvími, kterými pomáhá zviditelnit méně známé talenty.